# زاوية باولس
زاوية باولس هي الزاوية بين خط كسر عنق عظمة الفخذ والخط الأفقي كما هو موضح في التصوير الشعاعي الخلفي.  تم تسمية زاوية باولس نسبة إلي عالم العظام الألماني فريدريش باولس. 

## الاستخدام السريري
تؤدي الزاوية المتزايدة إلى كسر غير مستقر وزيادة في إجهاد القص في موقع الكسر. هذا القص يؤدي إلى ارتفاع معدلات عدم الاتحاد.

## تصنيف باولس
| نوع    | زاوية                |
| ------ | -------------------- |
| الأول  | <30 درجة             |
| الثاني | > 30 درجة / <50 درجة |
| الثالث | > 50 درجة            |